# Meebo
Meebo was een online chatprogramma. Meebo ondersteunt Yahoo! Messenger, Windows Live Messenger, AIM, ICQ, MyspaceIM, Facebook Chat en Google Talk. Meebo maakt gebruik van libpurple, een opensourcebibliotheek die ontwikkeld wordt door de makers van Pidgin. Meebo heeft ook apps voor iOS, Google Android en BlackBerry OS en is in dat opzicht te vergelijken met eBuddy. In 2010 had Meebo 170 miljoen gebruikers.

## Oprichting en overname
De oprichters van Meebo zijn Sandy Jen, Seth Sternberg en Elaine Wherry. Het bedrijf is gevestigd in Mountain View, Californië. In juni 2012 werd Meebo overgenomen door Google, dat naar schatting 80 miljoen betaalde voor de overname. Als gevolg hiervan werden de meeste Meebo-diensten stopgzet op 11 juli 2012.